# ۱۳۱۳ (قمری)
۱۳۱۳ (قمری)، هزار و سیصد و سیزدهمین سال در گاهشماری هجری قمری است. اول محرم این سال برابر با بیست و چهارم ژوئن سال ۱۸۹۵ میلادی است.

## زادگان
- منوچهر امیری

## درگذشتگان
- اسماعیل کوه‌سرخی

## وابسته
- ناصرالدین شاه قاجار
- بی‌بی‌خانم استرآبادی